# Доушник
Доушник или (ређе и у пежоративном смислу) потказивач или денунцијант је назив за особу која је спремна властима предати информације о криминалној или субверзивној активности углавном о особама са којима је блиско повезана. Мотиви за доушништво, односно потказивање, могу бити различити: финансијска и друга награда, страх од прогона за кривично дело, освета према потказаним особама или морална уверења која се противе активностима и плановима потказаних особа. 
Доушништво је активност која постоји од самих почетака сваког људског друштва, а све до најновијег времена те развоја модерних форензичких и криминалистичких представљало је главну, а у многим случајевима и једину могућу методу борбе против разних облика криминала. Такође се често везивало и уз бројне злоупотребе, поготово у ауторитарним и тоталитарним режимима када су личним мотивима вођени потказивачи доприносили масовним чисткама. Делимично и због тога, доушништво се у многим културама сматра изузетно нечасном активношћу, истоветном издаји.